# Georg Krug (Politiker, 1801)
Adam Johann Balthasar Georg Krug (* 8. März 1801 in Gießen; † 1. September 1878 in Darmstadt) war ein deutscher Richter, Politiker und Abgeordneter der 1. und 2. Kammer der Landstände des Großherzogtums Hessen.

## Familie
Georg Krug war der Sohn des Hofgerichtsadvokaten Friedrich Karl Georg Heinrich Krug (1764–1838) und dessen Frau Anna Christina geborene Kohlermann (1766–1842). Georg Krug der evangelischer Konfession war, heiratete am 8. Oktober 1826 in Gießen Emilie geborene Kempff (1804–1882).
Seine Tochter Emilie Elisabethe Georgine Wilhelmine (1827–1915) heiratete den künftigen Provinzialdirektor Friedrich Küchler.

## Ausbildung und Beruf
Georg Krug studierte ab 1818 Rechtswissenschaften in Gießen und Göttingen. Während seines Studiums wurde er 1819 Mitglied der Gießener Allgemeinen Burschenschaft Germania.
Nach dem Studium wurde er Hofgerichtssekretariatsakzessist in Göttingen und ab 1824 Landgerichtsassessor 2. Klasse am Landgericht Biedenkopf. 1825 wurde er Assessor am Stadtgericht Gießen. 1827 war er Landrichter am Landgericht Vöhl und 1828 am Landgericht Schotten. 1835 wurde er Mitglied und Rat am Hofgericht Darmstadt. 1841 war er Mitglied und Rat am Oberappellations- und Kassationsgericht in Darmstadt und wurde 1859 Hofgerichtspräsident in Darmstadt.

## Politik
In der 7. bis 11. sowie der 14. Wahlperiode (1835–1849 und 1851–1856) war er Abgeordneter der zweiten Kammer der Landstände des Großherzogtums Hessen. In den Landständen vertrat er in der 7. bis 10. Wahlperiode den Wahlbezirk Oberhessen 14/Büdingen, in der 11. Wahlperiode den Wahlbezirk Oberhessen 3/Heuchelheim und in der 13. Wahlperiode den Wahlbezirk Oberhessen 9/Schotten.
1868 wurde er zum lebenslangen Mitglied der 1. Kammer der Landstände ernannt.

## Ehrungen
- 1850: Verdienstorden Philipps des Großmütigen, Ritterkreuz
- 1861: Ludewigs-Orden, Ritterkreuz 1. Klasse
- 1867: Verdienstorden Philipps des Großmütigen, Komturkreuz 2. Klasse
- 1861: Ludewigs-Orden, Kommandeurkreuz 2. Klasse
- 1873: Verdienstorden Philipps des Großmütigen, Komturkreuz 1. Klasse